# Шуаны
Восста́ния шуа́нов (1794 — 1800) — эпизод французской революции. Контрреволюционные восстания крестьян-роялистов против Первой республики в 12 западных департаментах Франции, в частности в Бретани и графстве Мэн.  Проходили в три этапа с весны 1794 до 1800 года.  Название происходит от прозвища братьев, возглавлявших восстание. 
Восстание было, главным образом, результатом недовольства Гражданской конституцией духовенства (1790) и массовой мобилизацией, предпринятой Национальным конвентом в 1793 году. Первая попытка  восстания была предпринята Бретонской ассоциацией для защиты французской монархии и восстановления особых законов и обычаев Бретани, отменённых в 1789 году. Первые столкновения вспыхнули в 1792 году и поэтапно переросли в крестьянское восстание, затем в партизанскую войну и, в конечном итоге, в полномасштабные сражения, закончившиеся  поражением восставших в 1800 году. 
Иногда «шуанскими» (фр. Chouannerie) называют небольшие крестьянские восстания в других департаментах, таких как Аверон и Лозер.  Восстание крестьян-роялистов произошло также в 1815 году во время Ста дней  Наполеона. Последнее восстание шуанского типа произошло в 1832 году.

## Начало движения
Движение началось в Бретани и в других местах; вскоре вся Бретань подняла оружие против республиканского правительства, но отдельные части её имели своих вождей, которые действовали самостоятельно и разрозненно, ведя малую войну и совершая всяческие жестокости над солдатами. Эти отдельные отряды были соединены в одно целое графом Жозефом Пюизе (в июле 1793 года), который приобрёл огромное влияние на дела шуанов и вступил в отношения с английским правительством.
Коттеро далеко продвинулся в Нижнем Мэне, но пал в схватке 29 июля. В Морбиане выступил Жорж Кадудаль; Пюизе, собирая вокруг себя рассеянных вандейцев, удалился туда же, уступая превосходству сил; к нему присоединился Форестье. Пюизе говорил как представитель принцев дома Бурбонов, от их имени. Он тщетно пытался взять Ренн, победил при Плелане, но при Лифре был разбит наголову, что распространило ужас среди шуанов. Виктор де Ссепо (Scépeaux) поднял район Ансени; в Верхнем Мэне восстал граф Тристан.
26 июня 1794 года Пюизе и 43 офицера «католической и королевской армии Бретани» обнародовали прокламацию к французам с целью перетянуть их на сторону королевского дела; затем Пюизе отправился в Лондон, где усердно хлопотал в интересах короля, а вместо него делом шуанов заведовал барон де Корматен. Тысячи республиканцев гибли в схватках и засадах; обе стороны действовали со страшной жестокостью. В начале 1795 года Корматен заключил с республиканским правительством договор в Ла-Жонэ. Многие из шуанов не признали договора и продолжали борьбу; не прекратило её и новое соглашение в Ла-Мабиле (апрель 1795 года).

## Киберон
Под предводительством Пюизе из Англии в Бретань отплыли 5000 французов (10 июня 1795 года). Войска экспедиционного отряда состояли из эмигрантов и одной английской морской бригады. Английский флот разбил французского адмирала Вилларе-Жуайёза при Бель-Иле (23 июня) и подвёз эмигрантов к берегу Карнака, где и высадил их 27 июня; их ожидала огромная толпа крестьян, которые пристали к движению. Немедленно по окончании высадки была произведена раздача оружия, одежды и продовольственных запасов явившимся крестьянам и шуанам, из которых было сформировано три отряда (16 тысяч).
Восставшие провозгласили графа Людовика Прованского королём под именем Людовика XVIII. Республиканский командующий Луи-Лазар Гош выступил против роялистов и выгнал их из Ванна, но при Орэ (Auray) потерпел неудачу. Пюизе занял 3 июля полуостров Киброн, но сделал ошибку, поручив защиту форта перешедшим на сторону роялистов республиканцам. Этой ошибкой и медлительностью Пюизе воспользовался Гош, послав против одного из шуанских отрядов генерала Мерме, который разбил роялистов при Ландеване.
Отбросив передовые неприятельские отряды к Пентьевру, Гош предпринял блокаду Кибронского полуострова занятием укреплённой позиции на Фалезском перешейке y Сен-Барб. 6 июля 4000 роялистов под начальством д’Эрвильи напали на врага и дрались как львы, но были разбиты наголову и укрылись в форте Пентьевр. 15 июля шуаны получили подкрепление в виде нового транспорта эмигрантов и вновь предприняли наступление на позиции, занятые войсками генерала Гоша. Республиканцы отразили эту атаку с большим уроном для противника. Генерал Гош 20 июля предпринял ночной штурм Пентьевра, гарнизон которого сдался. Пюизе покинул войско шуанов, отвернувшихся от него; его преемник, граф Сомбрёйль, 21 июля вынужден был пойти на капитуляцию.
Республиканцы, вопреки обещанию, расстреляли пленных в Орэ и Ванне по приказанию Тальена. Военный суд приговорил к смерти всех эмигрантов старше 16 лет. В местечке, называемом Toulbahadeu, около болота Керзо, стоит часовня в память о 953 расстрелянных эмигрантах и шуанах. Это место носит имя «поля Мучеников».

Об этом событии поётся в песне «Vivent les chouans»:

Et de Quiberon quand ils partirent!

S’en furent dans le pré des martyrs!

«Когда они покинули Киброн

Они отправились на поле Мучеников»

Гош смотрел сквозь пальцы, если роялистам удавалось бежать на английские суда. К северу от Луары и в Нижнем Мэне шуаны имели некоторый успех: после смерти Коттеро их дело продолжал Ссепо, угрожая Анже и Нанту. Кадудаль завёл распрю с Пюизе, которого обвинял в Кибронской неудаче.

## После Киберона
Фротте продолжал восстание в Нормандии; Гюйон де Рошкотт (Guyon de Rochecotte) храбро сражался в Мене. Пюизе не хотел и слышать о мире, хотя ниоткуда не видел помощи; но другие вожди отчаялись в деле шуанов. Сначала сложили оружие Ссепо и Шатильон, потом Кадудаль, Буаги, Шалюс, Фротте и Рошкотт. К июлю 1796 года Гошу удалось подчинить все западные провинции.
Между тем Пюизе разошёлся с Бурбонами; на его место граф Прованский назначил Рошкотта командующим в Мене и Перше. Шуаны скоро вновь начали подумывать о восстании, которое в сущности вполне никогда не прекращалось. Кадудаль скоро опять взялся за оружие, преобразовал военное дело у шуанов и причинил много вреда республике.
После смерти Рошкотта, расстрелянного в 1798 году, Кадудаль с ещё большей энергией стал действовать против врагов королевского дела, считая близким конец республики. Шуаны особенно надеялись на высадку графа д’Артуа в Бретани и потому вновь взялись за оружие (с октября 1799 года): им удалось взять Нант и много других городов. Фротте появился в Нормандии, Бурмон одерживал победы в Мене и, назначенный преемником Рошкотта, взял Мен. Республиканские солдаты массами переходили к роялистам.

## Шуаны при Наполеоне
После 18 брюмера консул Бонапарт приказал генералу Эдувиль предложить шуанам перемирие с тем, чтобы начать переговоры о мире, но Кадудаль, только что получивший от Англии деньги, продолжал борьбу и прекратил её только после поражения, нанесённого ему Брюном (январь 1800 года). Бурмон последовал его примеру, а Фротте был захвачен в Алансоне и расстрелян (16 февраля).
Тщетно Наполеон старался привлечь вождей шуанов на свою сторону: они остались его врагами и участвовали в заговорах с целью покушения на его жизнь, особенно Кадудаль, казнённый с 11-ю другими шуанами 26 июня 1804 года. Годных в службу шуанов Наполеон насильно зачислил в войско, более опасных отослал в Сан-Доминго. Он старался залечить раны, нанесённые провинциям, где действовали шуаны, и скоро поднял их благосостояние, но не мог вполне примирить их со своим владычеством. В 1813 году братья Морен подняли бунт в Нижнем Мене, а в 1815 году вместе с вандейцами восстали и шуаны.
Когда вернулись Бурбоны, они осыпали вождей шуанов наградами. В 1830—1832 годах шуаны вновь поднялись за дело легитимизма, но предприятие, руководимое герцогиней Беррийской, потерпело неудачу.

## В литературе и кино
- 1829 — Оноре де Бальзак «Шуаны, или Бретань в 1799 году».
- 1864 — Жюль Барбе д’Оревильи делает контрреволюционера Жака Детуша[фр.] героем своей повести «Шевалье де Туш[фр.]».
- 1874 — Виктор Гюго завершает свой последний роман «Девяносто третий год», действие которого происходит в эпоху Великой Французской революции главным образом в Вандее. Отдельные главы посвящены анализу шуанского движения в целом.
- 1869 — движение шуанов упоминается в последнем (незаконченном) романе Александра Дюма «Шевалье де Сент-Эрмин».
- 1940 — о восстании шуанов повествует роман Рафаэля Сабатини «Маркиз де Карабас».
- 1947 — «Шуаны» («Посланники короля»), фильм Анри Калефа по мотивам одноимённого романа Оноре де Бальзака с Жаном Маре в главной роли.
- 1988 — «Шуаны!», фильм Филлип де Брока, снятый по оригинальному сценарию.
- 2003 — «Лилея», роман Елены Чудиновой, написанный с роялистской позиции.
- 1954 — «Мятежники из Ломанака» («Les Révoltés de Lomanach»), реж. Ришар Потье.

## Интересное
Во Франции, около полуострова Киберон, существует музей, посвящённый шуанам и вандейскому восстанию.